# Dyschirius

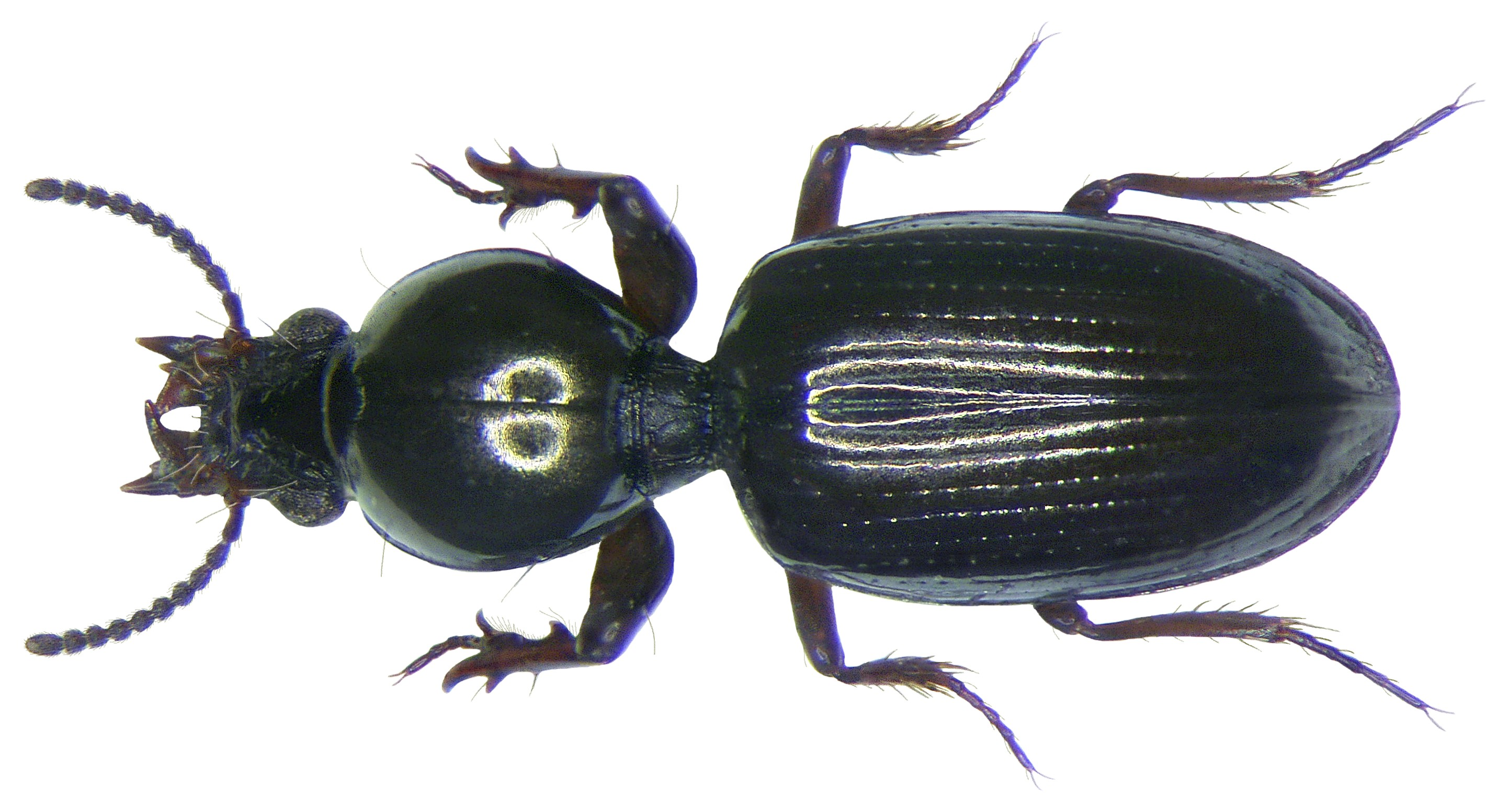
Dyschirius thoracicus

Dyschirius es un  género de coleópteros adéfagos de la familia Carabidae.

## Especies
Comprende las siguientes especies:
| - Dyschirius abbreviatus Putzeys, 1846 i c g b - Dyschirius abditus Fedorenko, 1993 c g - Dyschirius addisabeba (Bulirsch, 2006) c g - Dyschirius aenea Boheman, 1849 - Dyschirius aeneo Boheman, 1849 c - Dyschirius aeneolus Leconte, 1850 - Dyschirius aeneus (Dejean, 1825) c g - Dyschirius affinis Fall, 1901 i c g - Dyschirius afghanus Jedlicka, 1967 c g - Dyschirius agnatus Motschulsky, 1844 c g - Dyschirius aida Schatzmayr, 1936 c g - Dyschirius alajensis Znojko, 1930 c g - Dyschirius alticola Lindroth, 1961 i c g - Dyschirius amazonicus Fedorenko, 1991 c g - Dyschirius ambiguus Fedorenko, 1994 c g - Dyschirius amphibolus J. Muller, 1922 - Dyschirius amurensis Fedorenko, 1991 c g - Dyschirius analis Leconte, 1852 - Dyschirius angolensis (Fedorenko, 2000) c g - Dyschirius angustatus (Ahrens, 1830) c g - Dyschirius angusticollis Putzeys, 1867 c g - Dyschirius anichtchenkoi (Bulirsch, 2015) c g - Dyschirius apicalis Putzeys, 1846 c g - Dyschirius apicius Gistel, 1857 c - Dyschirius aratus Leconte, 1852 - Dyschirius arcanus Bruneau de Miré, 1952 c g - Dyschirius arcifer Znojko, 1928 c g - Dyschirius armatus Wollaston, 1864 c g - Dyschirius arnoldii Gryuntal, 1984 c g - Dyschirius asper Andrewes, 1929 c g - Dyschirius assegaaicus (Fedorenko, 2000) c g - Dyschirius auriculatus Wollaston, 1867 c g - Dyschirius bacillus Schaum, 1857 c g - Dyschirius baehri (Bulirsch, 2006) c g - Dyschirius baenningeri (Fedorenko, 2004) c g - Dyschirius baicalensis Motschulsky, 1844 c g - Dyschirius bechynei Kult, 1949 c g - Dyschirius becvari (Bulirsch, 2006) c g - Dyschirius beludscha Tschitscherine, 1904 - Dyschirius beludsha Tschitscherine, 1904 c g - Dyschirius benedikti Bulirsch, 1995 c g - Dyschirius bengalensis Andrewes, 1929 c g - Dyschirius beydagensis Jeanne, 1996 c g - Dyschirius bifrons Andrewes, 1929 c g - Dyschirius binodosus Putzeys, 1878 c g - Dyschirius boliviensis (Bulirsch, 2015) c g - Dyschirius bonellii Putzeys, 1846 c g - Dyschirius bousqueti (Bulirsch, 2006) c g - Dyschirius braziliensis Fedorenko, 1999 - Dyschirius breviphthalmus Balkenohl & Lompe, 2003 c g - Dyschirius brevispinus Leconte, 1878 - Dyschirius bruchi (Kult, 1950) c g - Dyschirius bryanti (Kult, 1950) c g - Dyschirius buglanensis Bulirsch, 1996 c g - Dyschirius campicola Lindroth, 1961 i c g b - Dyschirius cariniceps Baudi di Selve, 1864 c g - Dyschirius carri Bousquet, 1996 c g - Dyschirius carrorum Bousquet, 1997 i - Dyschirius cerberus Larson, 1968 i c g - Dyschirius chalceus Erichson, 1837 c g - Dyschirius chalybeus Putzeys, 1846 c g - Dyschirius championi Andrewes, 1929 c g - Dyschirius changlingensis Li, 1992 c g - Dyschirius cheloscelis Bates, 1873 c g - Dyschirius chiricahuae Dajoz, 2004 - Dyschirius clorinda Bulirsch, 2009 - Dyschirius clypeatus Putzeys, 1867 c g - Dyschirius comatus Bousquet, 1988 i c g - Dyschirius compactus Lindroth, 1961 i c g - Dyschirius consobrinus Leconte, 1852 - Dyschirius constrictus Andrewes, 1929 c g - Dyschirius contortus (Fedorenko, 1997) c g - Dyschirius crenulatus Putzeys, 1867 c g - Dyschirius criddlei Fall, 1925 i c g - Dyschirius crinifer Balkenohl, 1993 c g - Dyschirius curvispinus Putzeys, 1846 i c g - Dyschirius cylindricus (Dejean, 1825) c g - Dyschirius darlingtoni Kult, 1950 c g - Dyschirius darwini (Kult, 1950) c g - Dyschirius dejeanii Putzeys, 1846 i c g b - Dyschirius devroeyianus Burgeon, 1935 c g - Dyschirius digitatus (Dejean, 1825) c g - Dyschirius dimidiatus Chaudoir, 1846 c g - Dyschirius disjunctus Andrewes, 1929 c g - Dyschirius dispar Péringuey, 1896 c g - Dyschirius distinctus Motschulsky, 1850 c - Dyschirius dostali (Bulirsch & Fedorenko, 2007) c g - Dyschirius ecuadorensis (Bulirsch, 2006) c g - Dyschirius edentulus Putzeys, 1846 i c g - Dyschirius eduardinus Burgeon, 1935 c g - Dyschirius erwini Bulirsch, 2009 - Dyschirius erythrocerus Leconte, 1857 i c g b - Dyschirius euphraticus Putzeys, 1846 c g - Dyschirius euxinus Znojko, 1927 c g - Dyschirius exaratus Putzeys, 1867 c g - Dyschirius exochus Whitehead, 1970 i c g - Dyschirius extensus Putzeys, 1846 c g - Dyschirius fabbrii (Bulirsch & Magrini, 2006) c g - Dyschirius facchinii Bulirsch, 2009 - Dyschirius fassatii Kult, 1949 c g - Dyschirius fedorenkoi (Bulirsch, 2006) c g - Dyschirius ferganensis Znojko, 1930 c g - Dyschirius ferrugineus Bousquet, 1988 i c g - Dyschirius fianarensis Bulirsch, 2006 c g - Dyschirius filiformis Leconte, 1857 - Dyschirius flavicornis Péringuey, 1896 c g - Dyschirius fleischeri Sainte-Claire Deville, 1904 c g - Dyschirius fossifrons Putzeys, 1867 c g - Dyschirius franzi Kult, 1954 c g - Dyschirius freyi Jedlicka, 1958 c g - Dyschirius fulgidus Motschulsky, 1850 c g - Dyschirius fulvipes (Dejean, 1825) c g - Dyschirius fulvus (Fedorenko, 2000) c g - Dyschirius fusus Putzeys, 1878 c g - Dyschirius genieri Bulirsch, 2009 - Dyschirius gerardi Burgeon, 1935 c g - Dyschirius gibbipennis Leconte, 1857 - Dyschirius girardi Kult, 1949 c g - Dyschirius globosus Herbst, 1784 - Dyschirius globulosus (Say, 1823) i c g b - Dyschirius gracilis (Heer, 1837) c g - Dyschirius guatemalenus Bates, 1881 c g - Dyschirius haemorrhoidalis (Dejean, 1831) i c g b - Dyschirius hajeki Bulirsch, 2009 - Dyschirius hassei Kult, 1954 - Dyschirius hessei Kult, 1954 c g - Dyschirius heydeni A.Fleischer, 1899 c g - Dyschirius hiemalis Bousquet, 1987 i g b - Dyschirius himalaicus (Fedorenko, 1997) c g - Dyschirius hingstoni Andrewes, 1929 c g - Dyschirius hiogoensis Bates, 1873 c g - Dyschirius hipponensis Pic, 1894 c g - Dyschirius hoberlandti Kult, 1954 c g - Dyschirius humeratus Chaudoir, 1850 c g - Dyschirius humiolcus Chaudoir, 1850 c g - Dyschirius importunoides Jeanne, 1996 c g - Dyschirius importunus Schaum, 1857 c g - Dyschirius impressifrons Fedorenko, 1993 c g - Dyschirius impressus Putzeys, 1846 c g - Dyschirius impunctipennis Dawson, 1854 c g - Dyschirius insularis (Bulirsch & Fedorenko, 2013) c g - Dyschirius integer Leconte, 1852 - Dyschirius interior Fall, 1922 i c g b - Dyschirius intermedius Putzeys, 1846 c g - Dyschirius intricatus (Fedorenko, 2000) c g - Dyschirius jedlickai Kult, 1940 c g - Dyschirius jelineki Bulirsch, 2009 - Dyschirius jindrai Fedorenko, 2004 | - Dyschirius jordanicus Fedorenko, 1996 - Dyschirius kabakovi (Fedorenko, 1996) c g - Dyschirius kadleci Bulirsch, 2009 - Dyschirius kaliki Kult, 1949 c g - Dyschirius katanganus Burgeon, 1935 c g - Dyschirius kirghizicus Fedorenko, 1994 c g - Dyschirius kirschenhoferi (Bulirsch, 2012) c g - Dyschirius kryzhanovskii Gryuntal, 1984 c g - Dyschirius lacustris Andrewes, 1929 c g - Dyschirius laevifasciatus G.Horn, 1878 - Dyschirius laeviusculus Putzeys, 1846 c g - Dyschirius lambertoni Vuillet, 1910 c g - Dyschirius larochellei Bousquet, 1988 i c g b - Dyschirius latipennis Seidlitz, 1867 c g - Dyschirius lgockii A.Fleischer, 1912 c g - Dyschirius limpopo (Fedorenko, 2000) c g - Dyschirius longicollis Motschulsky, 1844 c g - Dyschirius longipennis Putzeys, 1867 c g - Dyschirius longulus Leconte, 1850 i c g b - Dyschirius luticola Chaudoir, 1850 c g - Dyschirius luzonicus Kult, 1949 c g - Dyschirius macroderus Chaudoir, 1850 c g - Dyschirius macrophthalmus (Fedorenko, 1999) c g - Dyschirius mafuga (Bulirsch, 2006) c g - Dyschirius magrinii (Bulirsch, 2012) c g - Dyschirius mahratta Andrewes, 1929 c g - Dyschirius malawicus (Bulirsch, 2006) c g - Dyschirius marani Kult, 1949 c g - Dyschirius matisi Lafer, 1989 c g - Dyschirius melancholicus Putzeys, 1867 i c g - Dyschirius mesopotamicus J. Muller, 1922 - Dyschirius microthorax Motschulsky, 1844 c g - Dyschirius milloti Jeannel, 1949 c g - Dyschirius minarum Putzeys, 1867 c g - Dyschirius minutus (Dejean, 1825) c g - Dyschirius montanus Leconte, 1879 - Dyschirius moraveci (Bulirsch, 2006) c g - Dyschirius morio Putzeys, 1867 c g - Dyschirius mortchaensis Bruneau de Miré, 1952 c g - Dyschirius natalensis (Fedorenko, 1997) c g - Dyschirius neoteutonus Fedorenko, 1991 c g - Dyschirius neresheimeri Wagner, 1915 - Dyschirius nianus Fedorenko, 1993 c g - Dyschirius nigricornis Motschulsky, 1844 i c g - Dyschirius nitens Putzeys, 1878 c g - Dyschirius nitidus (Dejean, 1825) c g - Dyschirius numidicus Putzeys, 1846 c g - Dyschirius obscurus (Gyllenhal, 1827) c g - Dyschirius ogloblini (Kult, 1950) c g - Dyschirius opistholius Alluaud, 1936 c g - Dyschirius ordinatus Bates, 1873 c g - Dyschirius orientalis Putzeys, 1867 c g - Dyschirius owen Dajoz, 2004 - Dyschirius pacificus Lindroth, 1961 i c g - Dyschirius paleki Kult, 1949 c g - Dyschirius pallipennis (Say, 1823) i c g b - Dyschirius pampicola Putzeys, 1867 c g - Dyschirius parallelus Motschulsky, 1844 c g - Dyschirius parvulus Péringuey, 1896 c g - Dyschirius patruelis Leconte, 1852 - Dyschirius paucipunctus Andrewes, 1929 c g - Dyschirius pauxillus Wollaston, 1864 c g - Dyschirius peringueyi Kult, 1954 c g - Dyschirius persicus Fedorenko, 1994 c g - Dyschirius peruanus Fedorenko, 1991 c g - Dyschirius perversus Fall, 1922 i c g - Dyschirius peyrierasi Basilewsky, 1976 c g - Dyschirius pfefferi Kult, 1949 c g - Dyschirius pilosus Leconte, 1857 i c g b - Dyschirius planatus Lindroth, 1961 i c g b - Dyschirius planiusculus Putzeys, 1867 c g - Dyschirius politus (Dejean, 1825) i c g b - Dyschirius pumilus (Dejean, 1825) i c g b - Dyschirius punctatus (Dejean, 1825) c g - Dyschirius pusillus (Dejean, 1825) c g - Dyschirius quadrimaculatus Lindroth, 1961 i c g b - Dyschirius recurvus Putzeys, 1867 c g - Dyschirius reitteri Kult, 1949 c g - Dyschirius remotepunctatus Putzeys, 1867 c - Dyschirius roubali Maran, 1938 c g - Dyschirius rufimanus A.Fleischer, 1898 c g - Dyschirius rufipes (Dejean, 1825) c g - Dyschirius rugifer Putzeys, 1878 c g - Dyschirius ruthmuellerae Bulirsch, 2009 - Dyschirius sabahensis Bulirsch, 2009 - Dyschirius safraneki (Bulirsch & Fedorenko, 2013) c g - Dyschirius salinus Schaum, 1843 c g - Dyschirius salivagans Leconte, 1875 - Dyschirius saudiarabicus Balkenohl, 1994 c g - Dyschirius schaumii Putzeys, 1867 c g - Dyschirius scriptifrons A.Fleischer, 1898 c g - Dyschirius sculptus Bousquet, 1988 i c g - Dyschirius sellatus Leconte, 1857 - Dyschirius selvas (Fedorenko, 1999) c g - Dyschirius semistriatus (Dejean, 1825) c g - Dyschirius senegalensis Bruneau de Miré, 1952 c g - Dyschirius setosus Leconte, 1857 - Dyschirius sevanensis Iablokoff-Khnzorian, 1962 c g - Dyschirius sextoni Bousquet, 1987 i c g - Dyschirius shaumii Putzeys, 1866 - Dyschirius similatus Betta, 1847 c - Dyschirius sjoestedti G.Muller, 1935 - Dyschirius sjostedti G.Müller, 1935 c g - Dyschirius smetanai (Bulirsch, 2011) c g - Dyschirius smyrnensis (Fedorenko, 1996) c g - Dyschirius snizeki (Bulirsch, 2011) c g - Dyschirius soda Dajoz, 2004 - Dyschirius sonamargensis Balkenohl, 1994 c g - Dyschirius speculifer Andrewes, 1929 c g - Dyschirius sphaericollis (Say, 1823) i c g b - Dyschirius sphaerulifer Bates, 1873 c g - Dyschirius stellula Andrewes, 1936 c g - Dyschirius steno Bates, 1873 c g - Dyschirius stenoderus Putzeys, 1873 c g - Dyschirius strumosus Erichson, 1837 c g - Dyschirius subarcticus Lindroth, 1961 i c g - Dyschirius subcylindricus Motschulsky, 1849 - Dyschirius sublaevis Putzeys, 1846 i c g b - Dyschirius substriatus (Duftschmid, 1812) c g - Dyschirius syriacus Putzeys, 1867 c g - Dyschirius szeli Bulirsch, 2006 c g - Dyschirius tamil Andrewes, 1929 c g - Dyschirius tardipes Gistel, 1857 c - Dyschirius tenuescens Andrewes, 1929 c g - Dyschirius tenuispinus Lindroth, 1961 i c g b - Dyschirius terminatus Leconte, 1848 - Dyschirius thailandicus (Fedorenko, 1996) c g - Dyschirius thoracicus (P.Rossi, 1790) c g - Dyschirius timidus Lindroth, 1961 i c g - Dyschirius tonkinensis (Bulirsch & Fedorenko, 2013) c g - Dyschirius tricuspis Andrewes, 1929 c g - Dyschirius tridentatus Leconte, 1852 - Dyschirius tristis Stephens, 1827 c g - Dyschirius truncatus Leconte, 1857 - Dyschirius unipunctatus Fall, 1901 i c g - Dyschirius ussuriensis Fedorenko, 1991 c g - Dyschirius vadoni Jeannel, 1946 c g - Dyschirius vanhillei Basilewsky, 1962 - Dyschirius varidens Fall, 1910 i c g b - Dyschirius verticalis Putzeys, 1878 c g - Dyschirius vietnamicus (Fedorenko, 2000) c g - Dyschirius wayah Dajoz, 2005 - Dyschirius weyrauchi Kult, 1950 c g - Dyschirius yezoensis Bates, 1883 c g - Dyschirius zambesiensis (Fedorenko, 2000) c g - Dyschirius zanzibaricus Chaudoir, 1878 c g - Dyschirius zimini Znojko, 1928 c g |

Data sources: i = ITIS, c = Catalogue of Life, g = GBIF, b = Bugguide.net